# Operação Pitting
A Operação Pitting foi uma operação militar britânica realizada para evacuar cidadãos britânicos e afegãos elegíveis do Afeganistão após a ofensiva do talibã em 2021. A operação consistia em aproximadamente 900 soldados britânicos, incluindo soldados de dezesseis brigadas de Assalto Aéreo.
No total, mais de quinze mil pessoas foram evacuadas. Contudo, mil afegãos elegíveis para serem retirados foram deixados para trás, junto com 150 pessoas que tinham cidadania britânica completa ou parcial.

## Fundo

### Guerra no afeganistão
Em 2001, o Reino Unido se juntou aos Estados Unidos e seus aliados na invasão do Afeganistão para depor o Taleban, que fornecia um porto seguro para a Al-Qaeda e seu líder, Osama Bin Laden, ambos responsáveis pelos ataques de 11 de setembro nos Estados Unidos. A contribuição britânica para esta invasão recebeu o codinome de Operação Veritas, que foi substituída pela Operação Herrick em 2002.
Durante a operação, o Reino Unido trabalhou como parte da Força Internacional de Assistência à Segurança (ISAF), ao lado dos EUA e aliados, para treinar e reforçar as Forças de Segurança Nacional do Afeganistão (ANSF) e combater a insurgência do Taleban. Em seu auge, o Reino Unido tinha 9.500 militares destacados para o Afeganistão. Esses números foram gradualmente reduzidos, em coordenação com aliados, a partir de 2013. Em 2014, todas as operações de combate haviam cessado, enquanto o treinamento continuava sob uma nova operação, de codinome Operação Toral, parte da Missão de Apoio Resoluto da OTAN mais ampla.

### Acordo de Doha e ofensiva do Talibã

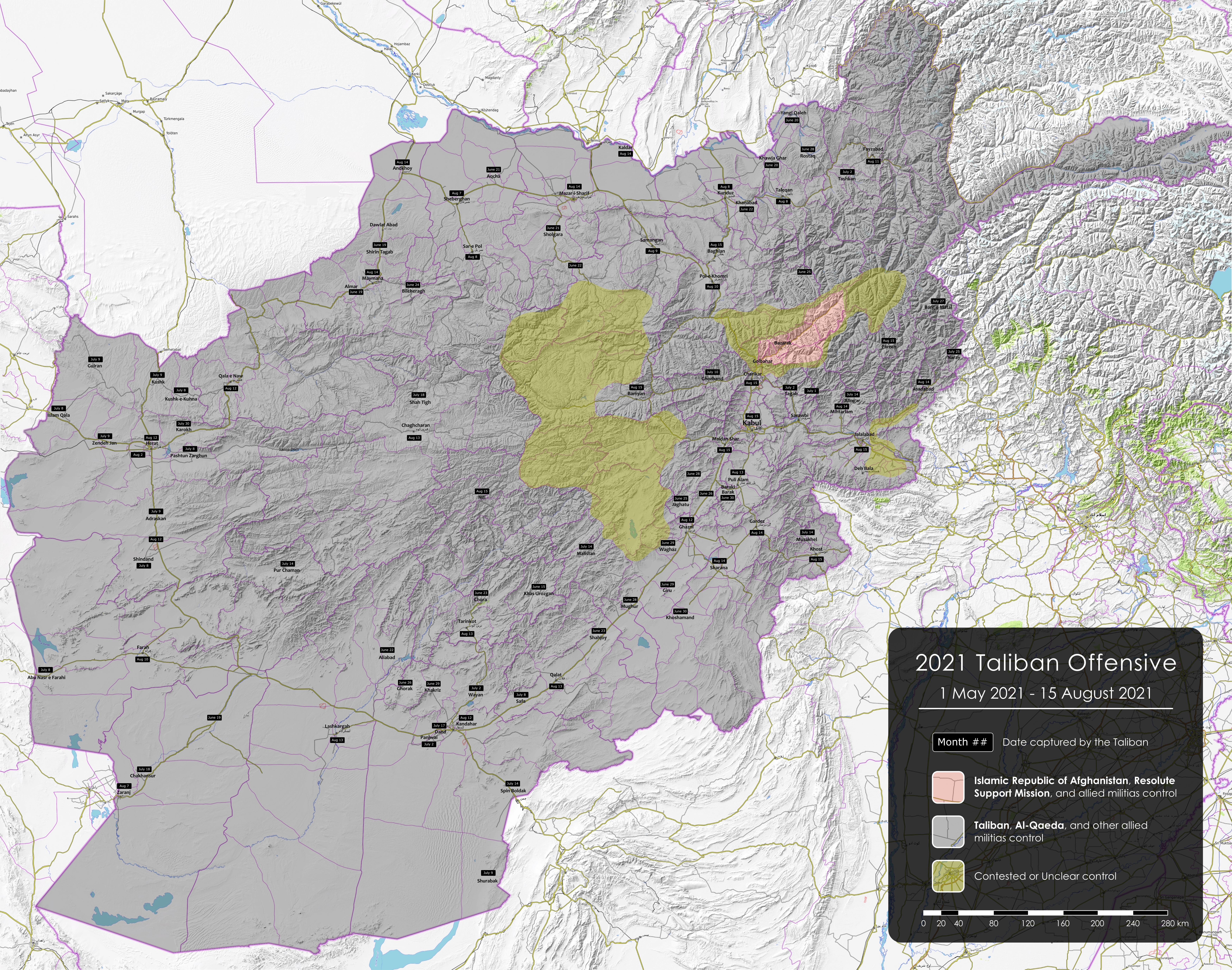
Um mapa do Afeganistão mostrando a atual ofensiva do Talibã

Em setembro de 2020, os Estados Unidos e o Taleban assinaram o Acordo de Doha que permitiu a libertação de 5.000 prisioneiros talibãs, incluindo 400 que foram acusados e condenados por crimes graves, como assassinato, em troca da retirada dos EUA e da OTAN do Afeganistão, a prevenção da Al-Qaeda operando em áreas sob controle do Talibã e do diálogo entre o Talibã e o governo afegão. No entanto, dentro de 45 dias após o acordo, entre 1 de março e 15 de abril de 2020, houve um aumento significativo nos ataques do Taleban contra as forças de segurança afegãs.
Em 22 de junho de 2020, 291 ANSF foram mortos na semana anterior e 550 feridos em 422 ataques perpetrados pelo Talibã. Pelo menos 42 civis, incluindo mulheres e crianças, também foram mortos e 105 feridos, em 18 províncias. Apesar disso, a administração Trump nos Estados Unidos concordou com uma redução inicial de seu nível de força de 13.000 para 8.600 até julho de 2020, seguido por uma retirada total em 1 de maio de 2021. O novo governo Biden em exercício prorrogou o prazo de retirada até 11 de setembro de 2021. Isso foi alterado para 31 de agosto. O Taleban intensificou suas ofensivas em resposta às retiradas dos EUA e da OTAN, fazendo avanços significativos no campo e aumentando o número de seus distritos controlados de 73 para 223 nos primeiros três meses.
Desde 6 de agosto de 2021, o Taleban havia capturado vinte das 34 capitais de províncias do Afeganistão, incluindo Kandahar e Herat, e em 10 de agosto, controlava 65% da área do país. O secretário de Estado britânico da Defesa, Ben Wallace, criticou fortemente o acordo entre os EUA e o Taleban, descrevendo-o como "podre" e um "erro". Em entrevista à imprensa, Wallace também afirmou que estava tão "horrorizado" com a decisão dos Estados Unidos de se retirar que procurou outros aliados da OTAN para ver se havia apoio para uma nova aliança sem os Estados Unidos.
No Reino Unido, foram feitos apelos por veteranos, políticos e militantes ao governo para conceder asilo aos afegãos que ajudaram as forças britânicas durante a guerra, como intérpretes, devido ao temor de represálias do Talibã. Em dezembro de 2020, o governo do Reino Unido lançou o esquema de Política de Assistência e Relocações Afegãs (ARAP) para oferecer a realocação de afegãos elegíveis para o Reino Unido. Uma Unidade Afegã de Avaliação de Ameaças e Riscos (ATREU) foi estabelecida na Embaixada Britânica em Cabul para avaliar os candidatos. Em 6 de agosto, o Foreign, Commonwealth and Development Office (FCDO) aconselhou todos os cidadãos britânicos a deixarem o Afeganistão imediatamente devido ao agravamento da situação de segurança; no entanto, alertou as pessoas para não confiarem no FCDO para apoio devido à capacidade limitada da Embaixada Britânica em Cabul. O FCDO acreditava que mais de 4.000 cidadãos britânicos estavam situados no Afeganistão.

## Histórico operacional
A operação foi anunciada pela primeira vez em 13 de agosto de 2021, após ter sido autorizada pelo primeiro-ministro Boris Johnson. Seu objetivo declarado, de acordo com o Ministério da Defesa, é evacuar os cidadãos britânicos, funcionários da embaixada e afegãos elegíveis para realocação de acordo com a Política de Relocação e Assistência Afegã (ARAP). A operação começou com aproximadamente 600 militares, alguns dos quais pertencentes à Brigada de Assalto Aérea 16 do Exército Britânico, encarregados de apoio logístico e proteção da força. Eles se juntaram a uma pequena equipe do Home Office para ajudar o FCDO em Cabul no processamento de vistos e outros documentos de viagem. O comando e controle da operação são baseados no Quartel-General Conjunto Permanente em Northwood, Londres e é liderado pelo Comandante de Operações Conjuntas, Sir Ben Key. Os Estados Unidos estão realizando uma operação semelhante, denominada Operação Refúgio dos Aliados,  e há operações semelhantes sendo realizadas pelo Canadá, Itália, França e Alemanha.
Um lote de tropas britânicas chegou ao Aeroporto Internacional Hamid Karzai, em Cabul, em 15 de agosto, a bordo de um RAF C-17 Globemaster III. Essas tropas, membros de 16 Brigadas de Assalto Aéreo, trabalharam com as forças dos EUA para proteger o aeroporto. No mesmo dia, Cabul, a capital e maior cidade do Afeganistão, caiu nas mãos do Taleban logo depois que o presidente afegão Ashraf Ghani fugiu do país. Posteriormente, o Talibã solicitou uma transferência pacífica de poder.
Em 16 de agosto, o primeiro vôo de 370 evacuados chegou à RAF Brize Norton em Oxfordshire, Inglaterra, por meio de uma aeronave Voyager da RAF. Um total de 11 aeronaves RAF, consistindo de quatro Voyagers, quatro C-17, dois Atlas C1 e um C-130 Hercules estiveram envolvidos em operações no mesmo dia. Após a suspensão da maioria dos voos comerciais de Cabul, multidões de afegãos presos fugiram para as pistas em desespero e tentaram embarcar em aeronaves. Houve pelo menos cinco mortes confirmadas, com algumas caindo para a morte depois de travar nas laterais de aeronaves que estavam decolando. Isso ocorreu na parte comercial do aeroporto, enquanto as forças britânicas operaram no lado militar separado; O secretário de Defesa, Ben Wallace, recebeu garantias do Taleban, por meio de um terceiro, de que o lado militar seria mantido em funcionamento. Durante uma entrevista à LBC, um Wallace emocionado também admitiu que algumas pessoas seriam deixadas para trás, especialmente aquelas que não estavam em Cabul, mas insistiu que a operação era em aberto e sem limite de tempo. De acordo com Wallace, a operação destinada a evacuar mais de 1.500 pessoas durante as próximas 24 – 36 horas. Outras 200 tropas foram enviadas para Cabul, elevando o total para 900, com outras tropas logo podendo ser enviadas de outras partes da região, bem como do Reino Unido, se necessário. A RAF começou a desviar aeronaves de outras operações para auxiliar. A Força de Fronteira do Reino Unido também se envolveu com a operação para ajudar a processar os evacuados.
Em 17 de agosto, as forças dos EUA, com o apoio das forças britânicas e aliadas, assumiram com sucesso o controle do aeroporto. O aeroporto posteriormente tornou-se mais estável, permitindo que a RAF iniciasse transporte aéreo em massa. Os pontos de acesso ao aeroporto, bem como à cidade em geral, permaneceram sob controle do Taleban, no entanto, o Taleban cooperou com os comandantes locais. O comandante de Operações Conjuntas, Sir Ben Key, alertou que, se o Taleban não cooperar, as forças britânicas podem ter que abandonar as operações de resgate.
Em 18 de agosto, começaram a surgir relatórios de que os postos de controle do Taleban fora do aeroporto estavam recusando a entrada de alguns afegãos e espancando mulheres e crianças. Isso foi seguido por um relatório publicado pelo Centro Norueguês de Análises Globais RHIPTO de que o Taleban estava conduzindo buscas porta a porta para afegãos que anteriormente haviam ajudado as forças da coalizão. No mesmo dia, ocorreram dois voos de evacuação da RAF, com um potencial máximo de 250 passageiros cada, incluindo também 76 australianos.
Em 20 de agosto, uma reportagem do The Times afirmou que as Forças Especiais do Reino Unido estavam ativas em Cabul e procurando aqueles que não podiam acessar o aeroporto devido ao Talibã. Nas 24 horas anteriores, a RAF evacuou 963 pessoas. As últimas forças britânicas abandonaram o Afeganistão por completo em 28 de agosto.